# Gastins
Gastins is een gemeente in het Franse departement Seine-et-Marne (regio Île-de-France) en telt 585 inwoners (1999). De plaats maakt deel uit van het arrondissement Provins.

## Geografie
De oppervlakte van Gastins bedraagt 14,8 km², de bevolkingsdichtheid is 39,5 inwoners per km².
De onderstaande kaart toont de ligging van Gastins met de belangrijkste infrastructuur en aangrenzende gemeenten.

## Demografie
Onderstaande figuur toont het verloop van het inwonertal (bron: INSEE-tellingen).